# سرباز گمنام (فیلم ۲۰۱۷)
سرباز گمنام (فنلاندی: Tuntematon sotilas) یک فیلم درام جنگی فنلاندی، فیلم مستقل محصول ۲۰۱۷ و سومین اقتباس از رمان کلاسیک فنلاندی پرفروش سال ۱۹۵۴ با همین نام اثر واینو لینا است، کتابی که بخشی از میراث ملی محسوب می‌شود. به کارگردانی آکو لوهمیس، این اولین اثری است که بر اساس نسخه خطی رمان، Sotaromaani ("رمان جنگ") ساخته شده‌است. دو اقتباس قبلی فیلم در سال‌های ۱۹۵۵ و ۱۹۸۵ منتشر شدند. فیلم جنگ جهانی دوم از دیدگاه یک شرکت تولید مسلسل ارتش فنلاند در طول جنگ پس‌آیند بین فنلاند و اتحاد جماهیر شوروی سوسیالیستی از ۱۹۴۱ تا ۱۹۴۴ ارائه می‌شود.